# Lassen County
Lassen County er et amt beliggende i den nordøstlige del af den amerikanske delstat Californien. Hovedbyen i amtet er Susanville. I år 2010 havde amtet 34.895 indbyggere. Det er opkaldt efter dansk-amerikaneren Peter Lassen.

## Historie
Amtet blev dannet 1. april 1864 fra dele af Plumas og Shasta Countys. Dette skete efter en to-dages konflikt kendt som "Sagebrush War", også kaldet Roop County War, der startede 15. februar 1863. Grundet usikkerhed om den californiske grænse ved det område der nu er Lassen County, var det i slutningen af 1850'erne og begyndelsen af 1860'erne en del af det uofficielle Nataqua Territory og Roop County i Nevada.
Lassen County er opkaldt efter Farum-fødte Peter Lassen.

## Geografi
Ifølge United States Census Bureau er Lassens totale areal er 12.225,7 km² hvoraf de 422,4 km² er vand. 

### Grænsende amter
- Sierra County - sydøst
- Plumas County - syd
- Shasta County - vest
- Modoc County - nord
- Washoe County - øst

### Byer i Lassen
| - Bieber - Clear Creek Junction - Doyle - Herlong - Janesville - Johnstonville - Litchfield - Madeline - Milford | - Nubieber - Patton Village - Ravendale - Standish - Spaulding - Susanville - Termo - Wendel - Westwood |